# Edwin Rausch
Edwin Rausch (* 1. Februar 1906 in Baumholder; † 4. Mai 1994 in Oberursel (Taunus)) war einer der bedeutendsten Vertreter der Gestalttheorie bzw. der Gestaltpsychologie der zweiten Generation.

## Leben
Nach dem Studium der Mathematik und Physik an der Universität Bonn kam Rausch nach Frankfurt am Main zum Begründer der Gestaltpsychologie, Max Wertheimer, um Psychologie zu studieren. Wertheimer verließ jedoch angesichts des bevorstehenden Machtantritts der Nationalsozialisten 1933 Deutschland, sodass er die Dissertation von Rausch Über Summativität und Nicht-Summativität nicht mehr selbst zu Ende betreuen konnte – Wolfgang Metzger tat dies an seiner Stelle. In dieser grundlegenden Arbeit, erschienen 1937, geht es um eine systematische Analyse der Konzepte „Teil“ und „Ganzes“.
Nach seiner Rückkehr aus Kriegsdienst und Kriegsgefangenschaft trat Rausch 1945 wieder seine Assistentenstelle am Psychologischen Institut der Universität Frankfurt an. 1954 wurde er zum ordentlichen Professor berufen und blieb bis zu seiner Emeritierung in den 70er-Jahren an der Frankfurter Universität in Lehre und Forschung tätig.

## Forschungstätigkeit
Im Mittelpunkt seiner Forschungs- und Publikationstätigkeit stand zeit seines Lebens die Grundlagenforschung zur Wahrnehmungspsychologie. Aus dieser wirken bis heute einige von Rausch entwickelte Konzepte nicht nur in der Wahrnehmungsforschung, sondern auch in verschiedenen Feldern der angewandten Psychologie weiter: So spielen beispielsweise seine Arbeiten zur phänomenalen Konstanz und Variabilität in so unterschiedlichen Bereichen eine Rolle wie in den Forschungen von Hellmuth Metz-Göckel zur Struktur und Dynamik von Witzen, in den architektonischen Fragestellungen der „Visuellen Statik“ wie auch in der Psychotherapie (explizit in der Gestalttheoretischen Psychotherapie) im Verständnis von kognitiven und emotionalen Umstrukturierungsprozessen. Auf experimentelle Weise untersuchte er Formen stroboskopischer Bewegungen. Er konnte dabei das metrische Ausmaß geometrisch-optischer Täuschungen unter verschiedenen Struktur- und Feldbedingungen beschreiben. Bei der Systematisierung der Täuschungsmuster konnte er zeigen, dass sich viele mit Hilfe des Prägnanzprinzips erklären lassen.
Für psychotherapeutische Fragestellungen fruchtbar gemacht wurde auch Rauschs Entdeckung der Herausbildung eines „zweifachen Gesamtfeldes“ bei der Bildbetrachtung, die neue Zugänge zu Phänomenen der Dissoziation eröffnet.
Aus dem Kreis seiner Schüler haben sich im Sinne der Fortführung der gestaltpsychologischen Forschungstradition unter anderem der Sportpsychologe Kurt Kohl, der Persönlichkeitspsychologe Manfred Sader, der Sportpsychologe und international bekannte Forscher auf dem Gebiet des Klartraums Paul Tholey sowie Hellmuth Metz-Göckel, Kurt Müller, Wolfgang Schönpflug, Josefa Zoltobrocki und Friedrich Hoeth einen Namen gemacht.
1978 wurde Edwin Rausch Ehrenmitglied der internationalen Gesellschaft für Gestalttheorie und ihre Anwendungen (GTA). Er war auch Ehrenmitglied der Deutschen Gesellschaft für Psychologie.

## Publikationen (Auswahl)
- Über Summativität und Nichtsummativität. (Psychologische Forschung, 21, 1937), Unveränd. reprograf. Nachdr., Wissenschaftliche Buch-Ges., Darmstadt 1967.
- Variabilität und Konstanz als phänomenologische Kategorien. Psychologische Forschung, 23 (1949).
- Zur Ganzheitsproblematik in der Psychologie des Denkens. Studium Generale 5 (1952).
- Struktur und Metrik figural-optischer Wahrnehmung. Verlag Waldemar Kramer, Frankfurt a. M. 1952, ISBN 3-782-91023-0.
- Bild und Wahrnehmung. Psychologische Studien ausgehend von Graphiken Volker Bußmanns. Verlag Waldemar Kramer, Frankfurt a. M. 1982, ISBN 3-782-91080-X.